# Marie-Madeleine de Rochechouart
Pour les articles homonymes, voir Rochechouart.
Marie-Madeleine Gabrielle Adélaïde de Rochechouart de Mortemart, née en 1645 et décédée le 15 août 1704, abbesse de l'abbaye de Fontevraud, Maison-mère de l'ordre de Fontevraud fut une personnalité influente de la communauté intellectuelle du XVIIe siècle.

## Enfance à la Cour
Fille de Gabriel de Rochechouart, duc de Mortemart, et sœur de Madame de Montespan, Marie-Madeleine de Rochechouart était dotée d'une grande beauté. Dans son enfance, elle se consacra à l'étude de la philosophie et des langues mortes et vivantes qui n'étaient pour elle qu'un amusement. 
Présentée à Marie-Thérèse d'Autriche, ce fut un sujet d'étonnement pour la nouvelle reine, peu habituée à entendre une jeune personne de la cour parler avec facilité des langues autres que la langue française. Initiée aux diverses opinions qui partagent les écoles, elle s'orienta vers la théologie et la doctrine des Saint-Pères et des conciles. Elle se distingua par son esprit et son instruction autant que par sa piété. 
Avec tous ces dons, Marie-Madeleine de Rochechouart était pourtant d'une grande simplicité. Le monde lui offrait toutes les séductions : elle préféra se vouer à Dieu et s'ensevelir dans une retraite profonde. Elle prit le voile au monastère de Notre-Dame-du-Bois (à Saint-Evroult, dans l'Orne) en 1664, puis à Poissy.

## Reine des abbesses
Marie-Madeleine de Rochechouart de Mortemart avait fui les grandeurs. Mais Louis XIV la nomma, le 16 août 1670, supérieure générale de l'abbaye royale de Fontevraud, où elle avait à diriger des moines en même temps que des religieuses. Sans négliger les devoirs de sa charge, elle n'oublia pas ses études favorites et transforma Fontevraud en foyer de rayonnement intellectuel et culturel. 
Elle traduisit les trois premiers livres de L'Iliade d'Homère et, avec Racine, Le Banquet de Platon. Douée d'une grande justesse d'esprit, elle vit les meilleurs écrivains de l'époque frapper à sa porte pour lui demander avis et conseils. Toujours humble, elle les recevait avec charité, et ils se retiraient satisfaits, honorés même d'avoir été admis auprès d'elle. Sous son administration, l'ordre fut en pleine prospérité. 
Son autorité sur l'abbaye-mère et la cinquantaine de prieurés qui en dépendaient lui valut le titre de reine des abbesses comme le rapporte Saint-Simon, selon lequel « son esprit surpassait celui de ses sœurs, et qu'elle y joignait un savoir fort et étendu ». Victor Cousin dira : « elle avait l'esprit des Mortemart, et quelque chose de la beauté de ses sœurs, avec les traits plus nobles et un air de majesté et de douceur ». Louis XIV, avec lequel elle correspondit régulièrement et qui l'appelait « la perle des abbesses », tenta de la retenir à la cour, mais elle refusa, préférant rester à Fontevraud. Après sa disgrâce, Madame de Montespan fit de fréquents séjours dans l'abbaye de sa sœur, qu'elle chérissait. 
Marie-Madeleine de Rochechouart de Mortemart mourut le 15 août 1704, laissant plusieurs opuscules de différents genres. En apprenant la nouvelle, Louis XIV prononça lors de son souper une pensée émue pour la grande abbesse. « Il lui avait conservé, écrit Saint-Simon, une estime et une amitié que ni l'éloignement de Madame de Montespan, ni l'extrême faveur de Madame de Maintenon, ne purent émousser ». Elle fut remplacée à la tête de l'abbaye par sa nièce, la fille du duc de Vivonne.

## Sources
- Général de Rochechouart, Histoire de la Maison de Rochechouart (Paris, 1859)
- Marie-Nicolas Bouillet  et Alexis Chassang (dir.), « Marie-Madeleine de Rochechouart » dans Dictionnaire universel d’histoire et de géographie, 1878 (lire sur Wikisource)
- Georges Martin, Histoire et généalogie de la Maison de Rochechouart (Mathias, 1990)